# Ponto de equilíbrio econômico
Em economia, particularmente nos estudos referentes a contabilidade de custos, o ponto de equilíbrio econômico é o momento quando as receitas se igualam aos custos e despesas. É, portanto, o momento em que um produto passa a dar lucro.
A ele adicionam-se os custos fixos e todos os custos de oportunidade, como por exemplo os referentes ao uso do capital próprio, ao possível aluguel das edificações (caso a empresa seja proprietária) perda de salários, etc.
Diferentemente do Ponto de Equilíbrio Contábil, o PEE visa a obtenção de lucro que pode ser estipulado pelo empresário.
O Ponto de Equilíbrio Econômico é obtido através da equação PEE = PEC + CO, onde:
- PEC = Custos Fixos Totais dividido pela Margem de Contribuição
- CO = Custo de Oportunidade é o valor do Capital Próprio multiplicado por a taxa desejada de lucro para o periodo, dividido pela Margem de Contribuição
- PEE = Ponte de Equilíbrio Econômico
- CF = Custo Fixo
- L = Lucro
- PV uni = Preço de Venda Unitário
- CV uni = Custo de Venda unitário
- PV uni - CV uni = Margem de Contribuição Unitária.

## Contabilidade
Em economia, principalmente em contabilidade de custos, o ponto de equilíbrio financeiro é o momento quando despesas e receitas se igualam. Verifica-se o equilíbrio financeiro de uma organização, quando seus custos e despesas comparam-se com sua receita. Isto é, o ponto de equilíbrio financeiro, que pode ser verificado financeiramente e/ou em quantidade de vendas ou prestação de serviços, é o ponto inicial de seu superavit. É exatamente ao alcançar o ponto de equilíbrio que a organização começa a gerar resultados positivos em sua operação fim. O ponto de equilíbrio pode ser verificado a partir da projeção/ orçamento das premissas financeiras, isto é, receita bruta, preço médio de venda, custo variável unitário e custos fixos.
O ponto de equilíbrio é uma das informações mais importantes de toda a empresa, e seu valor deve ser cuidadosamente calculado no máximo a cada três meses.

## Como calcular o ponto de equilíbrio financeiro
O Ponto de Equilíbrio Financeiro é obtido através da equação CFT/IMC(IMC=MC/RT)E (MC=RT-CVT), onde:
- PEF = Ponto de Equilíbrio Financeiro
- IMC  = índice de Margem de Contribuição
- CFT  = Custo Fixo Total